# Playa de Tacorón
La playa de Tacorón, también conocido como Tecorón es una playa en el suroeste de la isla de  El Hierro, en Canarias. Pertenece al municipio de El Pinar y se encuentra a 5 km de este y a 9 km de La Restinga. Se encuentra incluida en el Parque rural de Frontera y en la Reserva Marina del entorno de la Punta de La Restinga-Mar de las Calmas. Es uno de los principales destinos turísticos de sol y playa, de la isla y se trata de una de las 11 mejores playas de Canarias según National Geographic.

## Geología
Orográficamente está en la zona de El Julan, fruto de un antiguo mega-deslizamiento de edificios volcánicos que en el pasado se desprendieron por su peso y luego fueron cubiertos por posteriores erupciones más recientes constituyen su actual forma de ladera. La costa en la que se ubica la Playa de Tacorón ha sido modelada por la erosión marina que ha dado lugar a una plataforma costera de fácil acceso al mar.

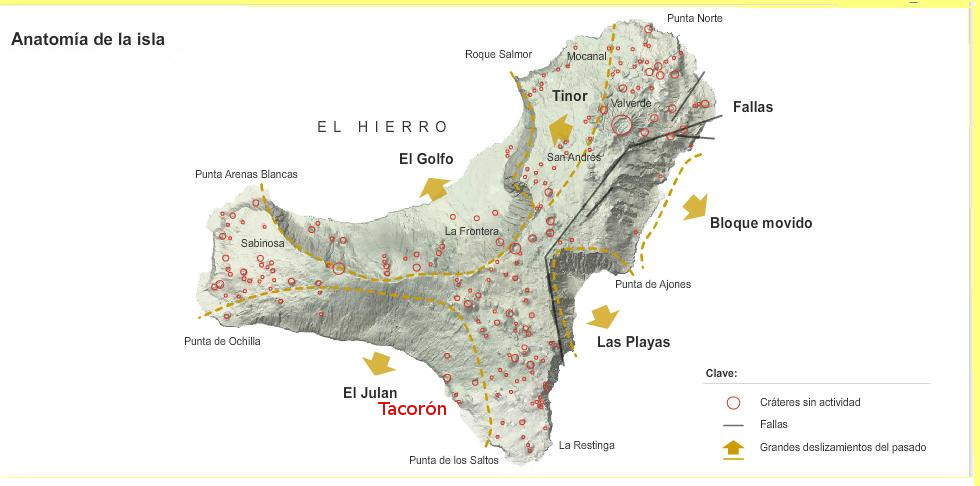

## Acceso
La playa se encuentra entre un lajial de lavas volcánicas casi en el extremo sur de la isla, pero llegar a ella se ha hecho muy accesible, a través de una desviación en la carretera HI-4 de El Pinar a la Restinga. La propia ruta en coche es impactante por su valor natural y la llegada a la playa lo es aún más aunque sea estrecha. 
Pese a su pequeño tamaño, la playa de Tacorón, que realmente es una cala, se considera todo un tesoro ya que en ella se disfruta del mar Atlántico más tranquilo de archipiélago Canario, el Mar de las Calmas.

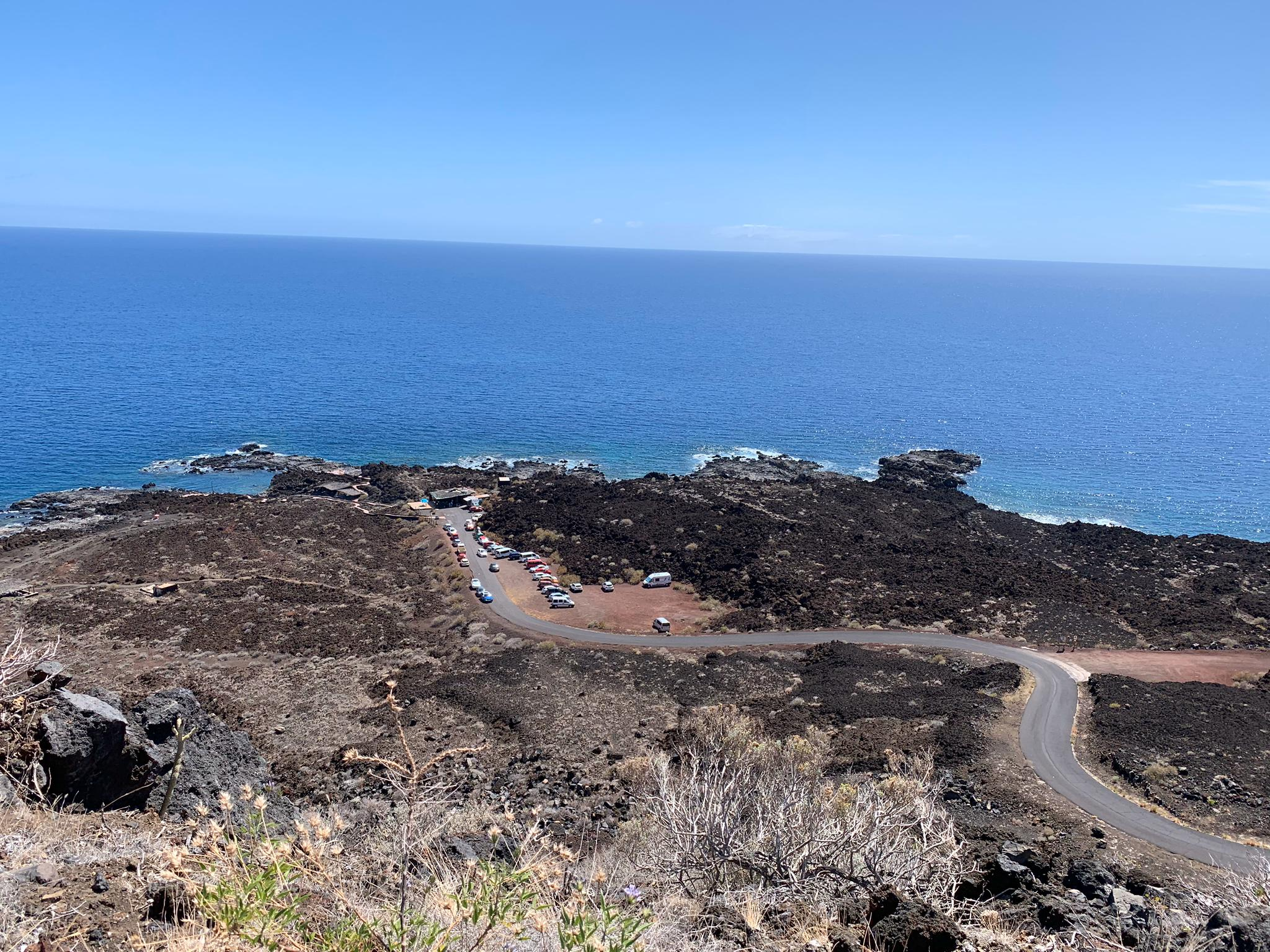
Entrada a la playa de Tacorón

## Mar de las Calmas
Las aguas de Tacorón son bañadas por el Mar de las Calmas, que se extienden desde  la Punta de la Restinga hasta llegar al Faro de Punta de Orchilla, por lo que abarca toda la vertiente suroeste de la isla. 
Su nombre se debe a la tranquilidad de sus aguas, debido a la inexistencia de corrientes marinas frías de Canarias en esa zona y a la protección que tiene esta fachada frente a Los Vientos Alisios.
Así mismo las condiciones ecológicas dan lugar a una gran diversidad submarina. Conjuntamente la presencia de una pequeña plataforma marina y las características propias de un terreno volcánico tienen como resultados fondos constituidos por arenales y fondos rocosos abruptos.

## Regiones y subregiones de Tacorón
Zona de baño:
- Charco Manso

La zona de baño principal de Tacorón es el Charco Manso, casi una piscina natural pero con una salida hacia el mar. Por ambos laterales se encuentran asaderos y mesas, además de zonas habilitadas para tomar el sol. Existen por todos los alrededores gran multitud de charcos debido a que el agua entra, erosiona y acaba acumulándose en huecos de los lajiales de lavas de toda la zona costera.
Periferia:
- Charco Blanco, roques y cuevas

Por otro lado, hacia el sur el Charco Blanco es otra zona menor de baño y luego lo suceden una serie de roques y cuevas, destacan el Roque de la Arena, el Roque del Diablo y la Cueva del Diablo, esta última es conocida por el peligro que tiene entrar con marea alta ya que las corrientes impiden salir, a pesar de esto es una cueva de techos altos medianamente grande que hasta hace poco se frecuentaba mucho. Más hacia el sur se encuentra la Punta de las Lapillas que marca el fin de la zona hasta la que se suele bucear.
Zona de Tefirabe:
- El Salto, Baja del Rosario y Tefirabe

Hacia el litoral contrario, pasando el roque de El Salto y la Baja del Rosario (zonas de difícil acceso que como mucho se va a pescar) se llega a la Punta de Tefirabe y la Playita de Tefirabe, también conocida como Arenas Rojas, un lugar más apartado y casi privado.

## Actividades recreativas
Debido a su localización la playa de tacorón es muy propicia a realizar  diferentes actividades recreativas. Principalmente los visitantes deciden simplemente bañarse en sus aguas cristalinas o pasar un día de asadero en las parrillas y mesas de madera. 
Así mismo también se puede reservar plaza para bucear en la costa de Tacorón, siempre teniendo en cuenta que forma parte de Reserva Marina del entorno de la Punta de La Restinga-Mar de las Calmas; no obstante, para ello tendrás que dirigirte a un club de buceo de La Restinga. Además se puede dar una paseo en barco por todo el Mar de las Calmas o hacer ''snorkel en el interior de la piscina natural. Por otro lado, se debe de saber que Tacorón no cuenta con ningún club de buceo ni tienda por lo que todo el material necesario para las diferentes actividades se habrá tenido que traer con antelación y sólo en los meses de verano cuenta con socorristas.

## Galería

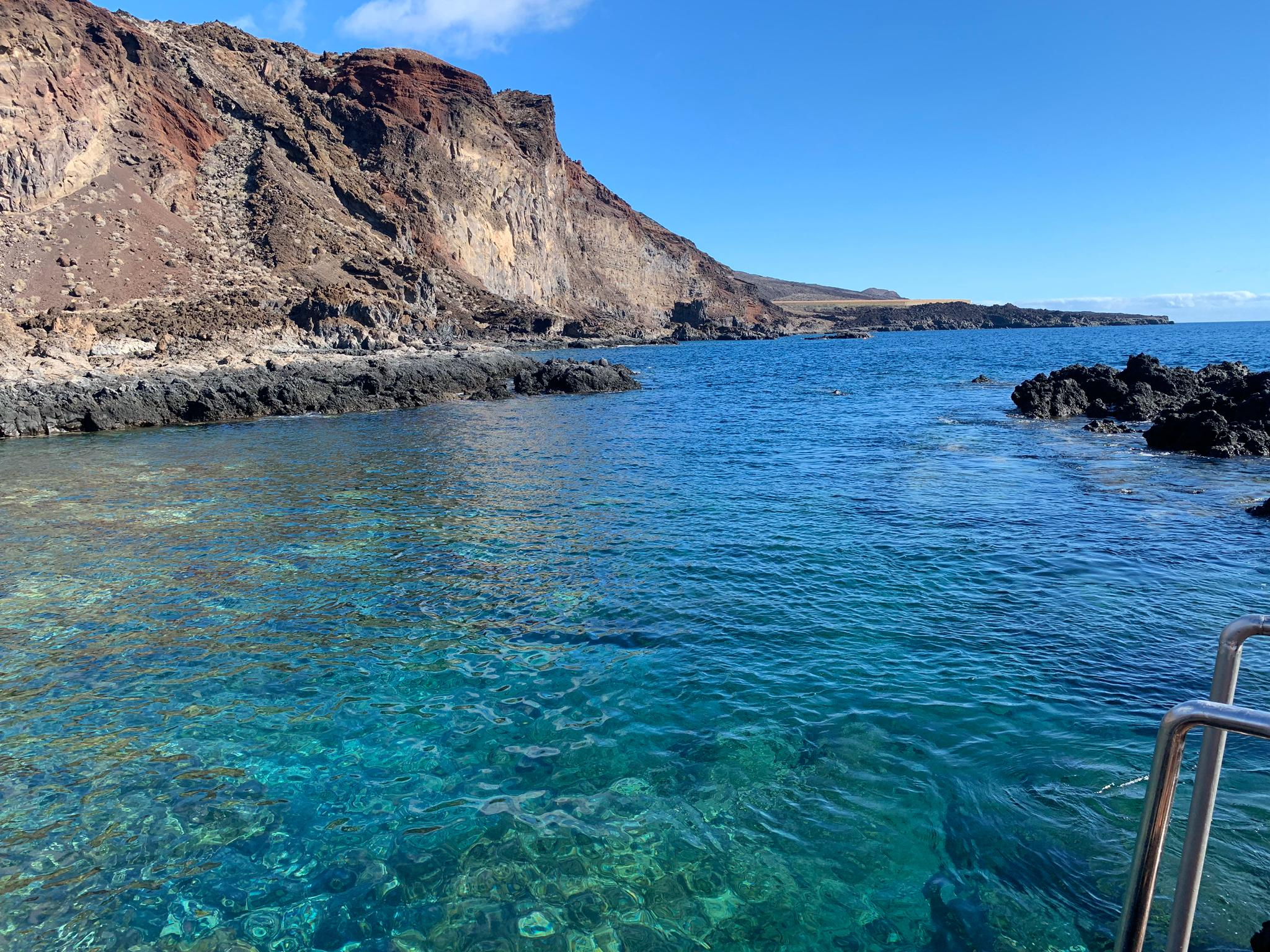
Charco Manso.
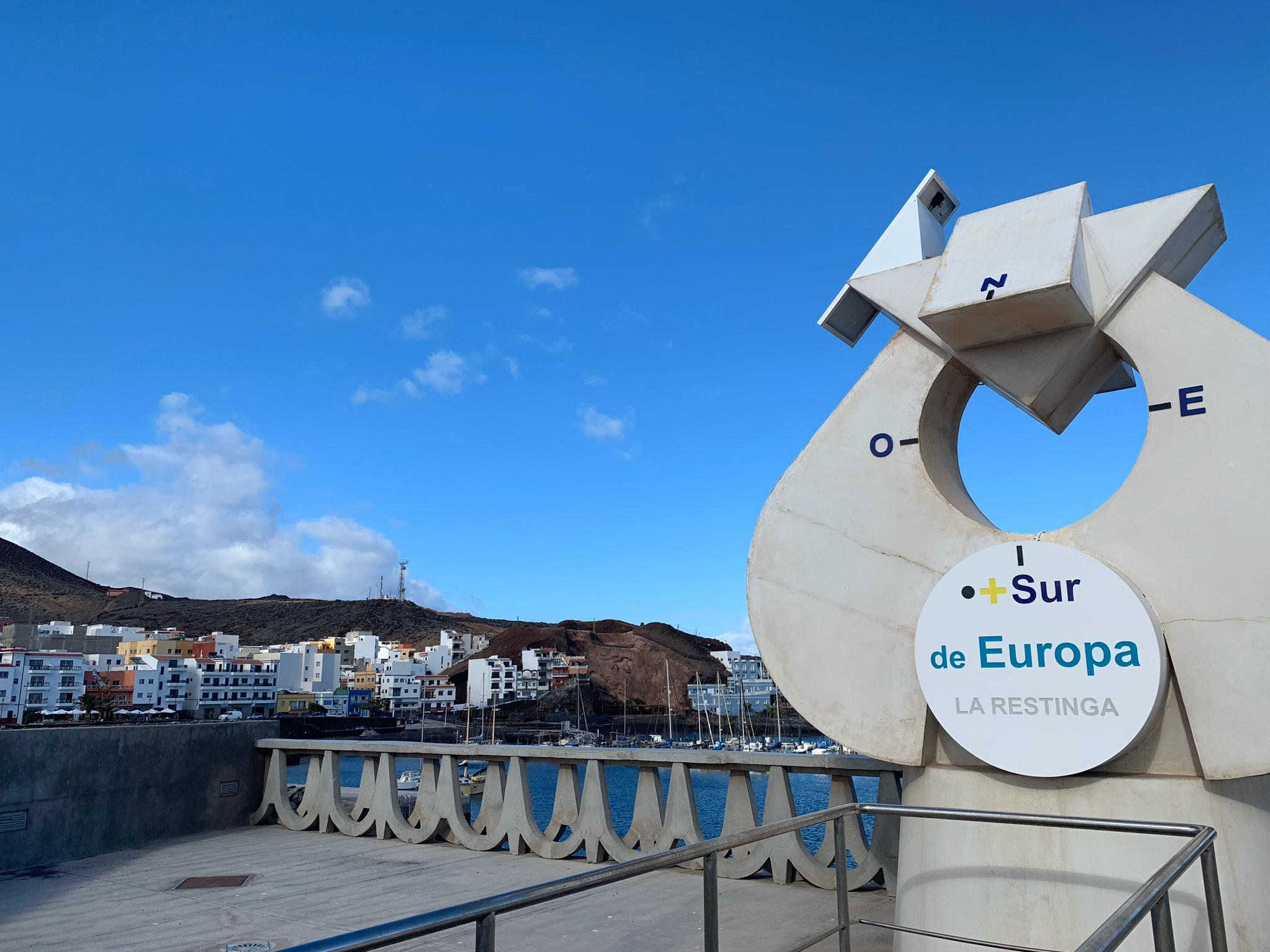
Punta muelle de La Restinga.
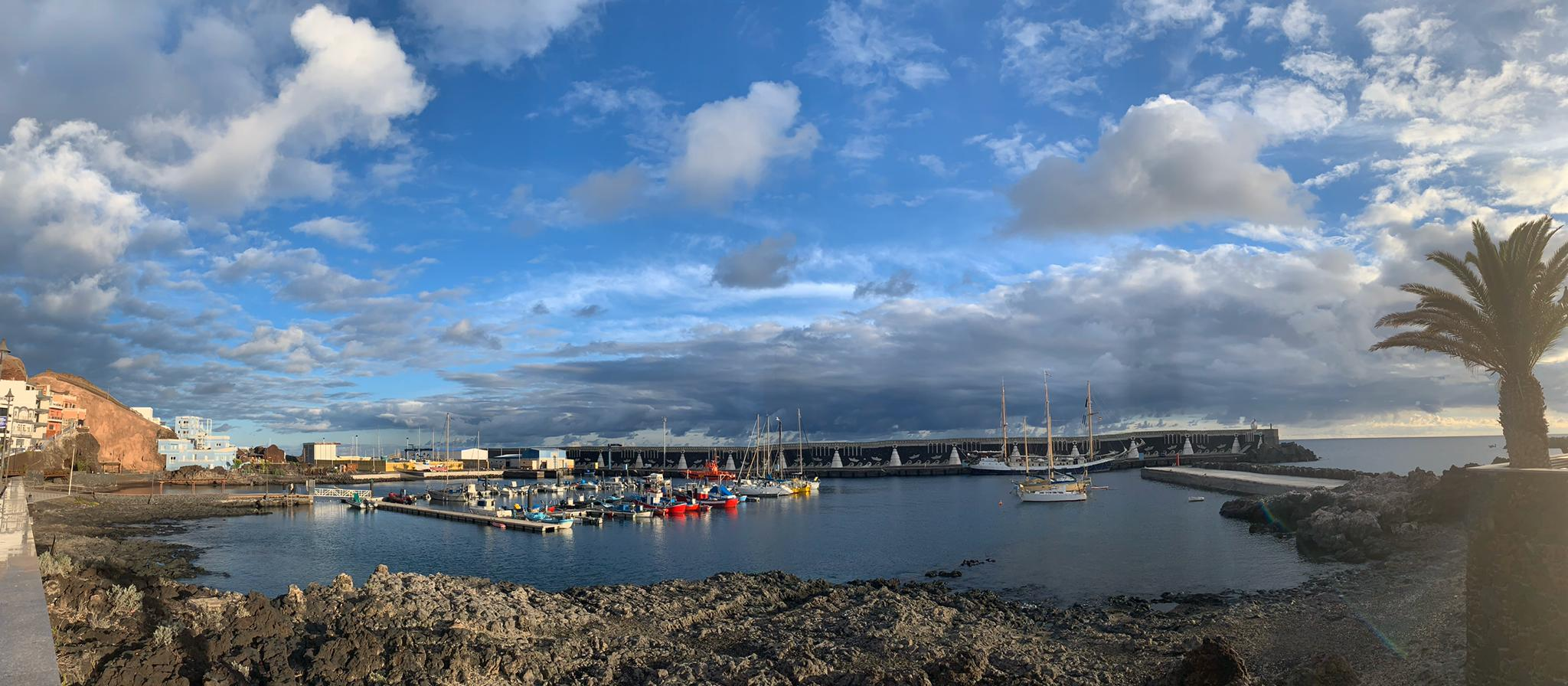
Paseo de La Restinga.
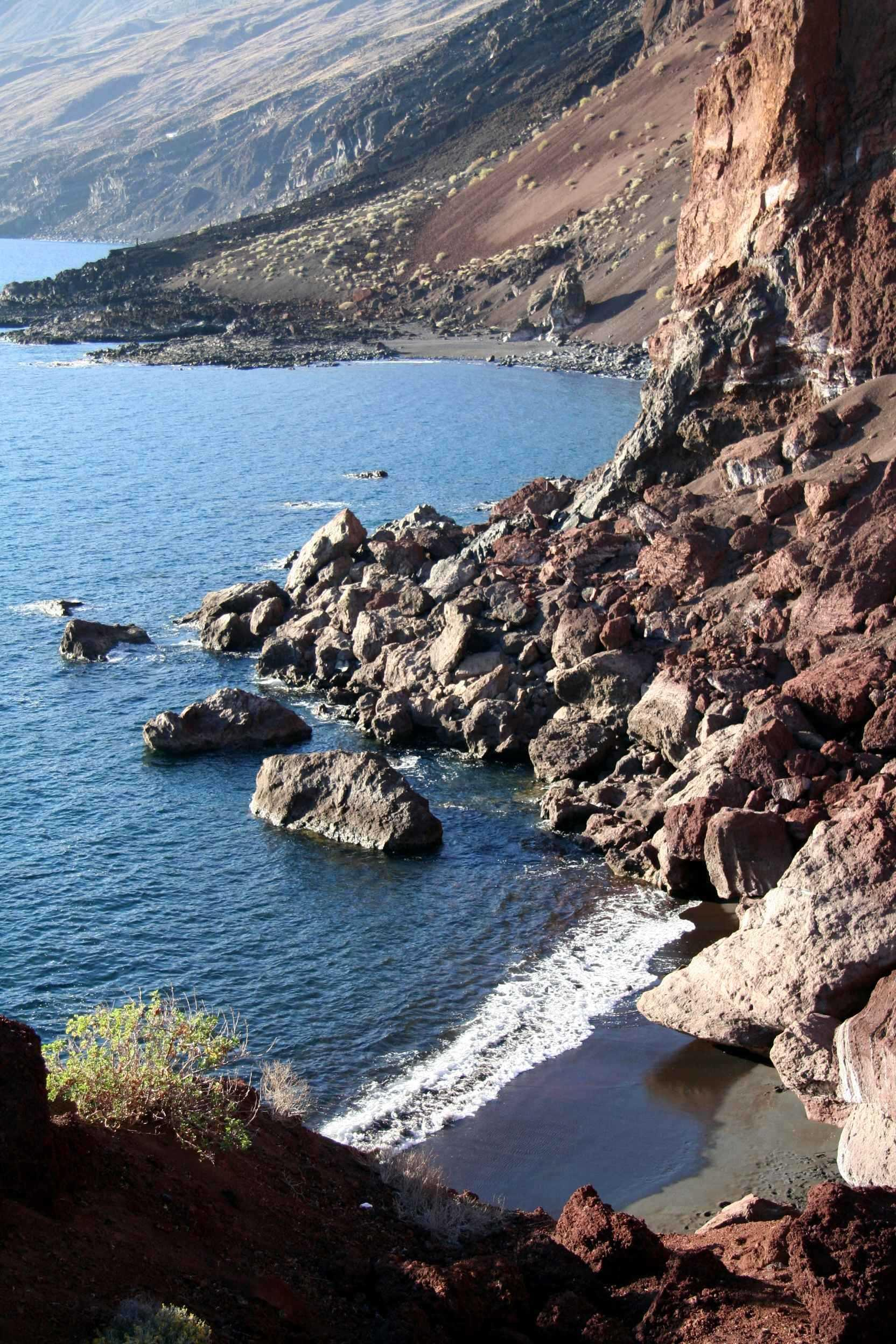
Playita de Tefirabeo Arenas Rojas.